# Isola del Giglio
Isola del Giglio település Olaszországban, Toszkána régióban, Grosseto megyében. Lakosainak száma 1330 fő (2023. január 1.).

## Népesség
A település lakossága az elmúlt években az alábbi módon változott:
| Lakosok száma | 1436 | 1439 | 1330 |
|               | 2017 | 2018 | 2023 |